# Huize Stalberg
Huize Stalberg is een monumentaal herenhuis en voormalig kasteel in de Nederlandse stad Venlo, provincie Limburg. Het middeleeuwse kasteel is in de 17e eeuw vervangen door het huidige herenhuis.
De naam Stalberg is afkomstig van de familie Van Stalbergen die eind veertiende eeuw het oorspronkelijke kasteel liet bouwen.

## Geschiedenis
De familie Van Stalbergen is zeer waarschijnlijk afkomstig uit Well. Daar stond, bij De Hamert aan de Maas tegenover kasteel Ooijen, een burcht de Stalberg.
Gerard van Stalbergen sr. betaalde in 1389 '4 oude schilden, 23 placken en 4 deniers' om burger van Venlo te worden. Omstreeks die tijd bouwde hij ook het kasteel. De familie Van Stalbergen hield het kasteel in bezit tot 1620, het jaar waarin erfdochter Lucia van Stalbergen overleed. Zij was in 1591 getrouwd met Johannes Römer en liet het kasteel na aan hun zoon Casper Römer.
Waarschijnlijk had het kasteel tijdens de Tachtigjarige Oorlog schade opgelopen. Dit kan de reden zijn geweest dat de familie Römer een nieuw herenhuis liet bouwen.
Jan Adriaan Römer, kleinzoon van Casper, trouwde met Isabelle Anna Maria van Dorth van Varick. Hun dochter Joanna Adriana Sibilla Römer huwde in 1747 met Arnold Carl Philippe August, Graaf van Varo, en erfde zowel Stalberg als het kasteel De Donck. Zij besloten om Stalberg te verpachten. Hun nakomeling Carl Ludwig Franz, Graaf van Varo verkocht in 1827 het kasteel aan het echtpaar Peter Andries Hendericks en Maria Christina Deckers.
In 1907 kocht het echtpaar Johannes A. Coenen en Maria J.H. Buskus het huis Stalberg aan en lieten het een jaar later renoveren. In 1994 volgde opnieuw een verkoop van het huis. De nieuwe eigenaren voerden in 1999 een restauratie uit.

## Beschrijving
De oudste afbeelding van het kasteel Stalberg dateert uit 1570: aan de oostzijde van Venlo staat een complex gebouwen afgebeeld, met een kasteel van meerdere bouwlagen en een boerderij met een schuur. Omdat het slechts een schematische afbeelding betreft, is niet duidelijk hoe waarheidsgetrouw deze is. Er wordt van uit gegaan dat Huize Stalberg in ieder geval een omgracht, verdedigbaar bouwwerk was.
In de eerste helft van de zeventiende eeuw werd het (beschadigde of verwoeste) middeleeuwse kasteel in opdracht van de familie Römer door een representatief buitenhuis vervangen. Hierbij werd wel de oorspronkelijke opzet behouden van drie omgrachte percelen. Het middelste perceel bevatte een moestuin en het zuidelijke perceel een boomgaard. Op het noordelijke perceel werd - waarschijnlijk op dezelfde plek als de verwoeste hoofdburcht - het nieuwe buitenhuis opgetrokken, dat zelf ook nog van een eigen gracht was voorzien. Op dit perceel stond tevens nog andere bebouwing rondom een binnenplaats.
Het zeventiende-eeuwse rechthoekige bakstenen buitenhuis is behouden gebleven en is circa 10,6 bij 16,4 meter groot. Boven de kelder ligt de woonverdieping. De zolder wordt afgedekt door een zadeldak. Bij de bouw is ouder materiaal hergebruikt, maar er zijn geen aanwijzingen dat oude bouwdelen van het kasteel zijn opgenomen in het huis zelf. Naast de ingang bevindt zich een laatgotische gevelsteen met het wapen van de adellijke familie Van Stalbergen.
In de negentiende eeuw kreeg het huis steunberen en werd het gepleisterd. De grachten werden gedempt.
Begin twintigste eeuw volgde een restauratie. De moestuin en boomgaard zijn opgenomen in een nieuwe woonwijk. De bijgebouwen zijn afgebroken.